# Aéroport de Paulo Afonso
Pour les articles homonymes, voir PAV.
L'aéroport de Paulo Afonso (code IATA : PAV • code OACI : SBUF) est l'aéroport de la ville de Paulo Afonso au Brésil.
Il est exploité par Infraero.

## Historique
L'aéroport a été inauguré en 1972, et, depuis 1980, il est administré par Infraero.

## Compagnies aériennes et destinations
| Compagnies              | Destinations              |
| ----------------------- | ------------------------- |
| Azul Brazilian Airlines | Salvador da Bahia, Recife |

## Accès
L'aéroport est situé à 6 km du centre-ville de Paulo Afonso.